# Luis Artigue
Luis Artigue Holgado (Villalobar, León, 6 de noviembre de 1974) es un poeta, novelista y columnista español. 

## Biografía
Licenciado en Filología en España, gracias a una beca J&B amplió posteriormente sus estudios en la Universidad de Toronto, Canadá.
Debutó en literatura como poeta y su lírica ha sido premiada en diferentes ocasiones con importantes galardones de ámbito nacional. Cultiva también la narrativa, género en el que comenzó con el relato Los muertos tienen sueño, que fue premiado en 1998; su primera novela, El viajero se ha ido, como es lógico, aparecería cinco años después.  
Es aficionado al jazz y cinéfilo. Ejerce ocasionalmente como crítico de arte y literatura. Tras una época como columnista en el Diario de León, actualmente colabora con El Imparcial y otros medios de León.

## Premios y reconocimientos
- Accésit del Premio Internacional Eugenio de Nora 1997 con Por si acaso la vida
- Premio Joven & Brillante 1998 por Los muertos tienen sueño (Fundación J&B)[3]
- Premio Villa de Leganés 2000 por Tu aroma en la licorería
- Premio de la Academia Castellano-Leonesa de la Poesía 2006 por Tres, dos, uno, jazz
- Premio Ojo Crítico de Poesía de Radio Nacional 2007 por Tres, dos, uno, jazz[3]
- Premio Arcipreste de Hita 2009 por Los lugares intactos[4]
- Premio de Poesía Fray Luis de León 2010 por La noche del eclipse, tú[5]
- Premio Miguel Delibes de Narrativa 2013 por Club Sorbona[6]
- Premio Celsius 2019 a la Mejor Novela de Fantasía y Ciencia Ficción por Donde siempre es medianoche[7]
- Premio Lloret Negre 2022 a la Mejor Novela escrita en Castellano por Café Jazz el Destripador
- Finalista al XXI Premio de la Crítica de Castilla y León 2024 por Helena.

## Obras

### Narrativa
- El viajero se ha ido, como es lógico. Ediciones Linteo. 2003. ISBN 978-84-96067-01-1
- Las perlas del loco Ventura. Editorial Edaf. 2007. ISBN  978-84-414-1903-2
- La mujer de nadie. Ediciones Linteo. 2008. ISBN 978-84-96067-34-9
- Club Sorbona, novela negra,[6] Alianza Editorial, 2013. ISBN 978-84-206-7527-5
- Donde siempre es medianoche. Editorial Pez de Plata. 2018. ISBN 9788494696251
- Café Jazz El Destripador. Editorial Pez de Plata. 2020. ISBN 9788412078411
- Ficción para multitudes. Editorial Pez de Plata. 2022. ISBN 9788412508307
- Trumpsilvania. Eolas. 2025. ISBN 978-84-10057-71-5

### Poesía
- Por si acaso la vida, Editorial Endymion, 1997
- Tu aroma en la licorería. Editorial Huerga¬Fierro. 2000. ISBN  978-84-7731-305-2
- Prohibido fijar carteles, plaquette, 2001
- El hombre de cristal y otros poemas. Ediciones de la Sociedad de Cultura Valle-Inclán. 2004. ISBN 978-84-95289-47-6
- Tres, dos, uno... jazz. Editorial Jorge Guillén. 2007. ISBN 978-84-89707-87-0; fragmentos en Google Books
- Empezar por el número tres (Poesía 1995-2005). Instituto Leonés de Cultura. 2008. ISBN 978-84-95702-88-3
- Los lugares intactos. Editorial Pre-textos. 2009. ISBN 978-84-8191-957-8
- La noche del eclipse tú. Visor Libros S.L. 2010. ISBN 978-84-9895-758-7
- La ética del fragmento. Editorial Pre-textos. 2017. ISBN 978-84-16906-60-4
- Helena. Eolas, 2023. Obra finalista del Premio de la Crítica de Castilla y León. [8]